# Постернак Олег Олександрович

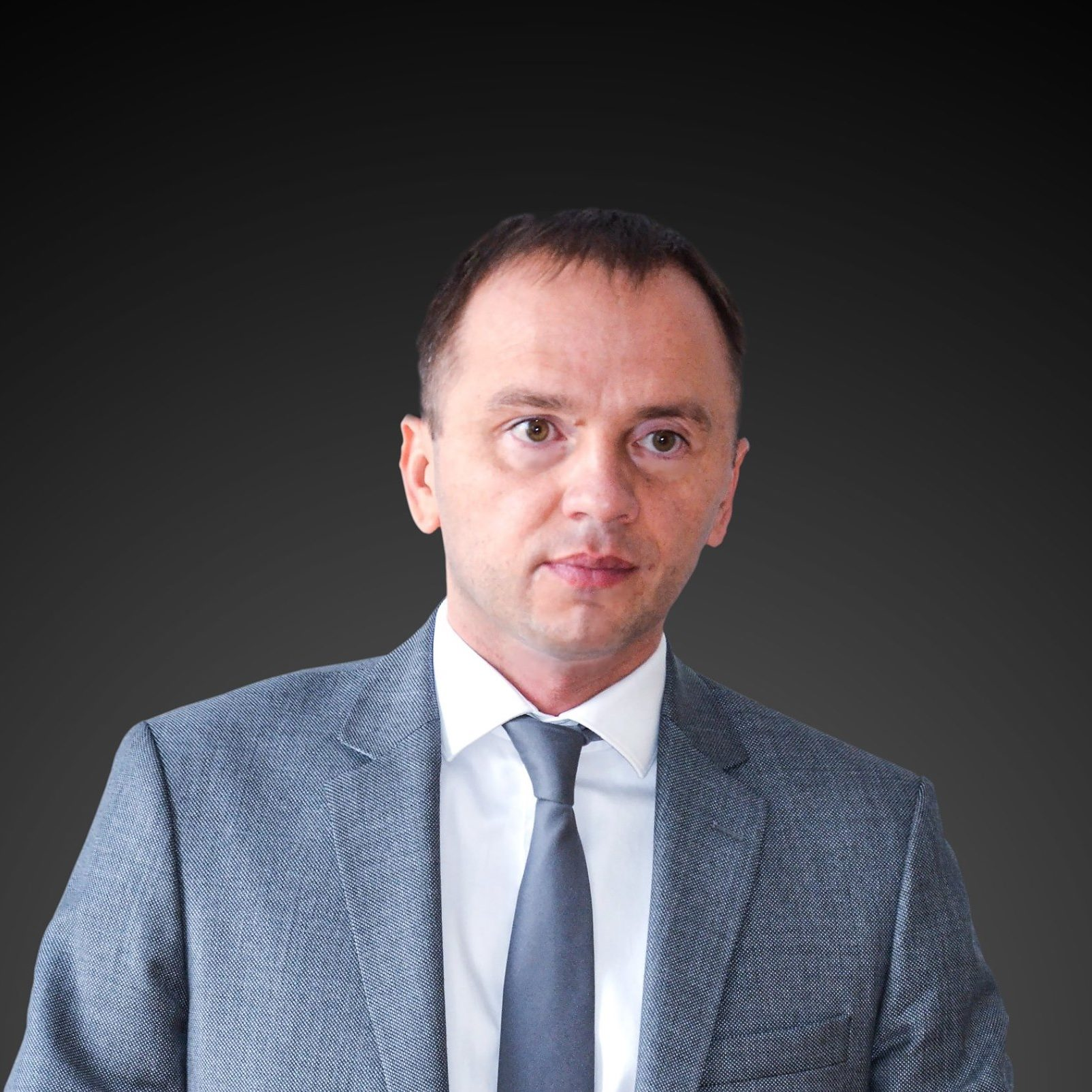

Постернак Олег Олександрович (народився 19 вересня 1983 р., с. Залужжя, Теплицький район, Вінницька область) — політтехнолог, політичний консультант, член Асоціації професійних політичних консультантів України, кандидат історичних наук.

## Життєпис
Народився у родині моряка. У 2000 р. закінчив середню школу № 3 міста Ізмаїл Одеської області із золотою медаллю.
У 2000—2005 р. навчався на історичному факультеті Ізмаїльського державного гуманітарного університету за спеціальністю «історія та правознавство», отримав диплом із відзнакою. Вже у студентські часи почав цікавитись політичним життям і у 2002 р., будучи студентом, публікує перший політичний матеріал у всеукраїнській газеті «День».
Після завершення навчання — на викладацькій і науковій роботі. Деякий час працює журналістом газети «Співрозмовник Ізмаїла».
У 2006—2012 р. — на посадах викладача кафедри всесвітньої історії та кафедри суспільних наук Ізмаїльського державного гуманітарного університету. Викладає політологію, історію дипломатії, політичні системи зарубіжних країн, історію слов'янських народів тощо. Автор понад 30 наукових статей, співавтор 2 підручників з регіональної історії.
Успішно захистив у 2010 р. дисертацію в Одеському національному університеті ім. І.Мечникова за темою «Буржуазія південних губерній Російської імперії під час революції 1905—1907 рр.» і отримав науковий ступінь кандидата історичних наук.
З 2010 по 2012 роки — на керівних посадах в системі вищої освіти. Працював заступником декана історичного факультету та заступником декана факультету економіки та інформатики Ізмаїльського державного гуманітарного університету.
Після переїзду в Київ продовжив викладацьку діяльність, з 2015 р. — заступник директора з інновацій, інформатизації та маркетингу компанії Globe International Lyceum.

## Професійна діяльність в політиці
Організацією виборчих кампаній зайнявся ще у студентські часи під час президентских виборів 2004 р. та Помаранчевої революції, будучи співробітником районного виборчого штабу кандидата у Президенти України Віктора Ющенко. Після його перемоги у 2005—2009 рр. був політичним консультантом Ізмаїльської районної організації партії «Народний Союз Наша Україна».
У 2006 р. обраний за партійним списком блоку «Наша Україна» депутатом Ізмаїльської районної ради Одеської області. Був секретарем постійної комісії з питань депутатської діяльності, етики та висвітлення діяльностії районної ради.
На позачергових парламентських виборах 2007 р. був заступником керівника місцевого виборчого штабу блоку «Наша Україна — Народна Самооборона».
В 2008—2013 рр. очолював "Центр регіональної політики «Меридіан», який займався правовим, інформаційним та рекламним забезпеченням місцевих виборів, польовою агітацією, підбором членів комісій та спостерігачів.
У 2010 р. балотувався кандидатом у депути Ізмаїльської міської ради від партії «Сильна Україна» в міському окрузі № 2, але поступився кандидату від «Партії регіонів». Був головою місцевої організації партії «УДАР».
З 2012 р. переїхав у Київ, де був залучений як консультант на виборах народного депутата в одномандатному виборчому окрузі. Підтримав і брав участь у Революції гідності. Став ініціатором мітингів Євромайдану в Ізмаїлі.
Консультував районні, обласні та центральні організації партій Фронт змін, Сильна Україна, УДАР, Батьківщина, Слуга народу тощо.
Провів 16 виборчих кампаній керівником кампаній кандидатів у народні депутати в мажоритарних округах, кандидатів на міські голови, кандидатів у депутати обласних та районних рад, кандидатів на голови ОТГ.
Автор блогів і публіцистичних матеріалів з виборчого права, політичних технологій, електоральної психології у виданнях Українська правда, 24 канал, УНН, Коментарі, Фокус тощо.
Коментує політичну ситуацію на інформаційних телеканалах Україна24, Прямий, 4 канал, Еспресо TV, Рада, Live та інших.
Висловлювався: "Демократія також потребує жертв"

## Особисте життя
Одружений.